# Bruce Barrymore Halpenny
Bruce Barrymore Halpenny (1937 - 3 de maio de 2015) foi um historiador e autor militar inglês, especializado em aeródromos e aeronaves, bem como em histórias de fantasmas e mistérios. Ele também foi um locutor  e inventor de jogos.

## Publicações
- Action Stations 2: Military Airfields of Lincolnshire and the East Midlands. [S.l.]: Patrick Stephens Ltd. 1981. ISBN 978-0-850594-84-3
- Action Stations 4: Military Airfields of Yorkshire. [S.l.]: Patrick Stephens Ltd. 1982. ISBN 978-0-850595-32-1
- Action Stations 8: Military Airfields of Greater London. [S.l.]: Haynes Publishing Group. 1984. ISBN 978-0-850595-85-7
- English Electric/BAC Lightning. [S.l.]: Osprey Publishing Ltd. 1984. ISBN 978-0-85045-562-5
- To Shatter the Sky: Bomber Airfield at War. [S.l.]: Patrick Stephens Ltd. 1984. ISBN 978-0-85059-678-6
- Fight for the Sky: True stories of wartime fighter pilots. [S.l.]: Patrick Stephens Ltd. 1986. ISBN 978-0-85059-749-3
- Wartime Poems. [S.l.]: Casdec Ltd. 1990. ISBN 978-0-907595-69-4
- An English Town: Market Rasen. [S.l.]: Anzio Group. 2004. ISBN 978-0-9547774-0-1
- Bullets in the Morning...Bullets at Night: The Italian Campaign. [S.l.]: Anzio Group. 2004. ISBN 978-0-9547774-1-8
- English Electric Canberra. [S.l.]: Penn & Sword Books. 2005. ISBN 978-1-84415-242-1
- The Avro Vulcan Adventure. [S.l.]: Anzio Group. 2007. ISBN 978-0-9547774-3-2
- Ghost Stations (book series) 1986–2012